# Quintus de Smyrne
 (novembre 2022).
Si vous disposez d'ouvrages ou d'articles de référence ou si vous connaissez des sites web de qualité traitant du thème abordé ici, merci de compléter l'article en donnant les références utiles à sa vérifiabilité et en les liant à la section « Notes et références ».
Quintus de Smyrne (en grec ancien : Κόϊντος Σμυρναῖος / Kóïntos Smurnaĩos ; en latin : Quintus Smyrnæus) est un écrivain grec du IIIe ou IVe siècle. Son nom est parfois orthographié Cointos, Quintos ou Kointos.

## Biographie
Nous savons très peu de choses de sa vie. Son nom ne nous est connu que par les grammairiens byzantins Eustathe de Thessalonique et Jean Tzétzès, ainsi que par les scholiastes d'Homère, qui l'appellent Κόϊντος / Kóïntos ou Κόϊντος ὁ Ποιητής / Kóïntos ho Poiêtếs, c'est-à-dire « Quintus le poète ». Le surnom de Calaber (le Calabrais) vient seulement de ce que le poème, dont le sujet serait une suite de l'Iliade, a été retrouvé en Calabre, dans la ville d'Otrante, et plus précisément,  selon le dictionnaire Moreri, dans un ancien monastère de Saint Nicolas près de cette ville.
L'absence de patronyme n'a pas lieu de choquer à l'époque impériale. Certains auteurs ne nous sont connus que par leur cognomen, ainsi de Longus. 
Par ailleurs, l'influence romaine, en particulier du stoïcisme, est assez nette chez Quintus : ainsi, Arès est dépeint comme un dieu fort et respectable, et non comme la « tête à l'évent » assoiffée de carnage dépeinte par Homère, et les Grecs à sa suite. De même, il place dans la bouche du devin Calchas (XIII, 334 et suiv.) un hommage à l'Empire romain.
Il prétend être originaire de Smyrne, une ville d'Asie mineure (actuelle Izmir en Turquie) qui est l'une des prétendantes au titre de lieu de naissance d'Homère. Il décrit également dans son œuvre (XII, 306-313) comment il commence à écrire alors qu'il fait paître ses moutons dans les montagnes (les contreforts du Sipyle), « à l'âge où ses joues se couvrent de duvet ».
Néanmoins, les deux indications paraissent douteuses : dans le premier cas, il s'agit de se mettre sous le patronage d'Homère, tandis que le second paraît directement copié du prologue de la Théogonie d'Hésiode. En effet, l'œuvre de Quintus témoigne d'une culture livresque étendue, et en particulier d'une grande familiarité avec Homère, Hésiode et Apollonios de Rhodes, ce qui rend peu plausible l'image du jeune pâtre. Il faut penser aussi à la licence poétique, car il dit "qu'il s'est occupé à  Smyrne à faire paître les illustres brebis des Muses".

## Œuvre

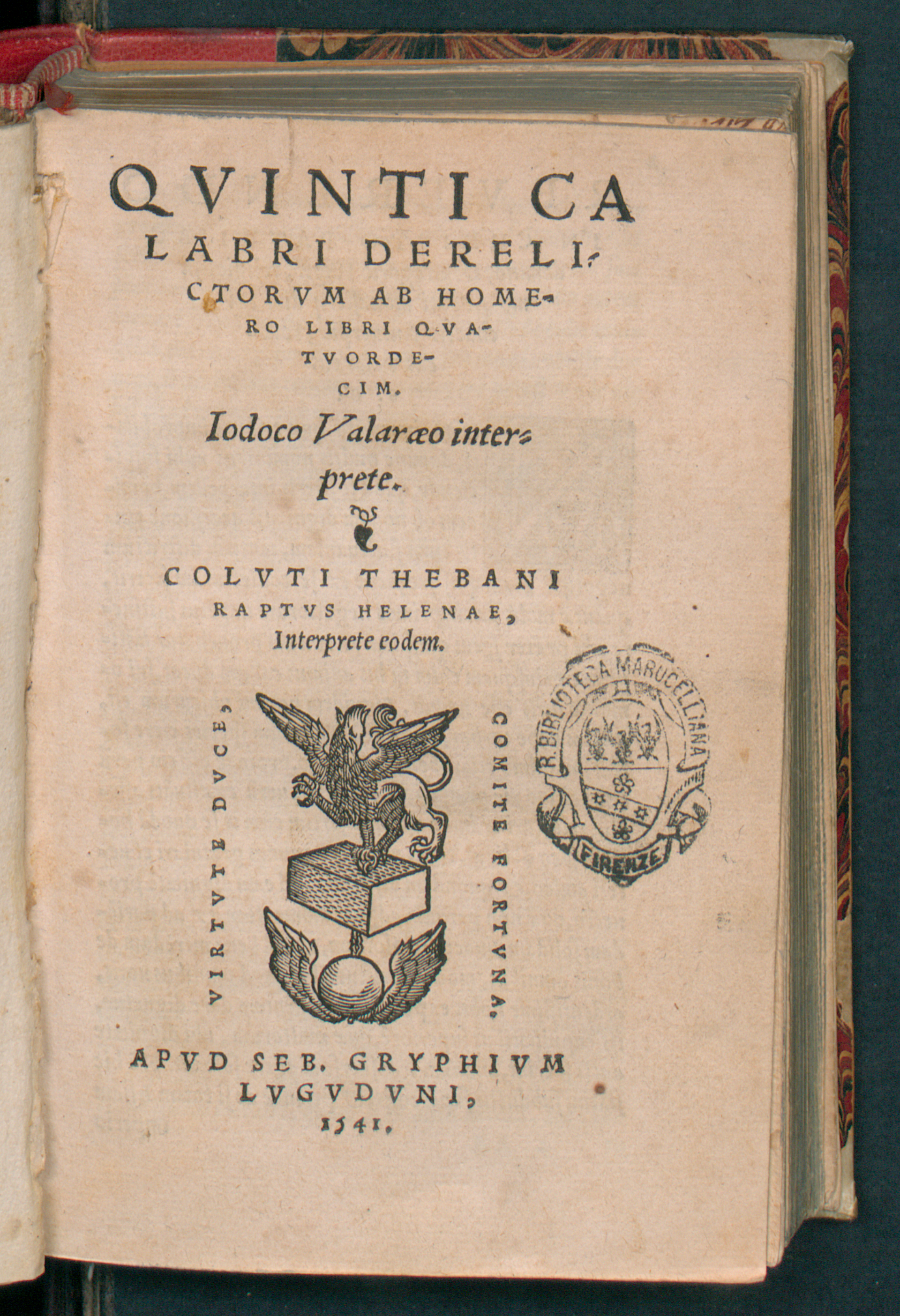
Posthomerica, 1541

Il est l'auteur d'un poème en 14 chants intitulé, selon une scholie de l'Iliade, Τὰ μετὰ τὸν Ὅμηρον / Tà metà tòn Homêron ou Τὰ μεθ᾽ Ὅμηρον / Tà meth’ Homêron, c'est-à-dire la Suite d'Homère, parfois appelée Posthomériques (Posthomerica). Il s'agit de reprendre l'Iliade là où l'aède l'a laissée, après la mort d'Hector, et de poursuivre le récit jusqu'au sac de la ville.